# Este País
Este País es una revista mensual, fundada por Federico Reyes Heroles,  primer director, y Miguel Basáñez, primer presidente, dedicada a contextualizar información estadística, medir a México, su población, así como las inclinaciones y preocupaciones políticas de su gente; "la tarea central de Este País ha sido el estudio de la opinión pública". Inició su publicación en abril de 1991.

## Números destacados
- El número 1, sobre “el nacionalismo y la integración económica”.
- El número 2, titulado “¿Qué valoramos los mexicanos?”, con portada de Abel Quezada.
- El número de octubre del 2005, cuando hizo su aparición el suplemento Este País-Cultura, que cada mes publica poemas, obra plástica, ensayos, etc.
- Cien preguntas para repensar México (2015)
- Grandes problemas de México (2015)

## Colaboradores
Algunos de los colaboradores de la revista han sido:
- Carlos Fuentes
- Germán Dehesa
- Eraclio Zepeda
- Ramón Xirau
- Eulalio Ferrer
- Abel Quezada
- Roger Bartra
- Sara Sefchovich
- José Sarukhán Kermez
- Ruy Pérez Tamayo
- Margit Frenk
- Gerardo Deniz
- Miguel Limón Rojas
- Luis Rubio
- Jean Meyer
- Alonso Lujambio
- Miguel Ángel Granados Chapa
- Ricardo Garibay
- Rodolfo Tuirán Gutiérrez
- Lorenzo Servitje
- Malena Mijares
- Soledad Loaeza
- María Marván Laborde
- Macario Schettino
- Carlos Elizondo Mayer Serra
- Jesús Silva-Herzog Márquez
- Luis Villoro
- Guillermo Sheridan
- Pablo Latapí Sarre
- María Amparo Casar
- Leonardo Curzio
- José Antonio Crespo Mendoza
- Alejandro Aura
- Diego Valadés
- Sergio González Rodríguez
- Guillermo Tovar y de Teresa
- Alicia González Rodríguez
- Julio César Herrero
- Hernán Gómez Bruera

## Organización
Este País es editada por DOPSA, SA de CV, empresa en la que ningún accionista puede poseer más de una acción y por lo tanto todos sus accionistas poseen sólo un voto cada uno. También hay límites máximos de duración en todos los puestos directivos.

### Directores
A continuación se presentan los directores de la revista desde su fundación, hasta la actualidad.
- Federico Reyes Heroles (1991-1999)
- Antonio Alonso Concheiro (1999-2000)
- José Antonio González de León (2000-2009)
- David Torres Mejía (2009-2010)
- Malena Mijares (2010-2016)
- Pablo Boullosa (2016-2018)
- Julieta García González (2018-2022)